# کوآی دلالاند
کوآی دلالاند (نام علمی: Coua delalandei) نام یک گونه منقرض‌شده از سرده کوآ است.